# Robert Mills (Ruderer)
Robert Mills (* 9. Dezember 1957 in Halifax) ist ein ehemaliger kanadischer Ruderer, der 1984 die olympische Bronzemedaille im Einer gewann.
Der früher 1,93 m große Robert Mills vom North Star Rowing Club in Dartmouth gewann bei den Panamerikanischen Spielen 1983 sowohl den Wettbewerb im Doppelzweier als auch den im Doppelvierer. Im Jahr darauf sollte Mills den Platz von Bruce Ford im Doppelvierer einnehmen, doch Fords Mannschaftskameraden protestierten gegen den Wechsel in der Olympiasaison. Daraufhin startete Robert Mills im Einer und konnte sich bei der Olympiaqualifikation in dieser Bootsklasse gegen Pat Walter durchsetzen. Bei der Olympiaregatta in Los Angeles belegte Mills den dritten Platz hinter Pertti Karppinen und Peter-Michael Kolbe.
In der Saison 1985 wechselte Mills endgültig in den Doppelvierer. Zusammen mit Doug Hamilton, Paul Douma und Schlagmann Melvin LaForme gewann er den Titel bei den Ruder-Weltmeisterschaften 1985 in Hazewinkel. Die vier Kanadier gewannen sowohl 1986 als auch 1987 Weltmeisterschafts-Bronze. Bei den Olympischen Spielen 1988 verpassten die vier Kanadier als letzte des Halbfinales das A-Finale und belegten als Dritte des B-Finales insgesamt den neunten Platz.